# کوسی افوی
کوسی افوی (به فرانسوی: Kossi Efoui) نویسنده قرن بیستم میلادی اهل توگو است.